# Theriotia kashmirensis
Theriotia kashmirensis là một loài rêu trong họ Buxbaumiaceae. Loài này được H. Rob. mô tả khoa học đầu tiên năm 1965.